# Michael Haydn
Johann Michael Haydn (ochrzczony 14 września 1737 w Rohrau, zm. 10 sierpnia 1806 w Salzburgu) – austriacki kompozytor, młodszy brat Josepha Haydna. 
Od 1757 był kapelmistrzem biskupa w Wielkim Waradynie (obecnie Oradea), w 1763 otrzymał tytuł muzyka dworskiego i koncertmistrza kapeli arcybiskupiej w Salzburgu, był także organistą tamtejszej katedry.
Z kompozycji Michaela Haydna największe znaczenie ma muzyka kościelna, m.in. 32 msze łacińskie i 8 niemieckich, 2 requiem, 6 Te Deum, graduały, offertoria. Napisał ponadto 46 symfonii, utwory kameralne, kantaty, chóry, oratoria oraz kilka oper (m.in. Andromeda e Perseo, 1787).